# Воскарски занат у Нишу
Воскарски занат у Нишу припада групи веома старих и стратешких заната, у оквиру кога су први нишки воскари (мумџије) почев од периода средњег века и периода Отоманске империје израђивали, продавали и извозили свеће преко основаних државних воскарница у већим административним центрима ондашње Србије. Од тог периода воскарски занат у Нишу трајаће вековима и заступљен је као облик занатске производње током кнежевине и краљевине Србије, старе и нове Југославије, све до данашњих дана.
Данас се у Нишу производњом свећа на традиционалан начин бави неколико воскара, који производи све врсте свећа и продају их „на мало“ у својим радњама, али и „на велико“ купцима са стране, јер је црква почела за своје потребе сама да производи свеће. Већина воскара користи старе алате, технику и технологију за прераду воска и израду свећа, а појединци су увели и машинску производњу. Како у време верских презника, светковина, обреда и обичаја, стално раста производња и данас, може се закључити да ће воскарко-свећарски занат, као један од старијих очуваних заната опстајати и у догледној у будућности.

## Значај воскарског заната
Прошло је много времена од прве употребе свеће. Иако нису више главни извор светлости, њихова популарност и употреба се повећавала и тако је остало све до сада. Данас свеће представљају незаобилазни елемент славља, романтике, опуштања чула. Оне одређују верску и обредну церемонију и стављају акценат на кућни и туристички декор.
Свеће у Србији посебно имају значајно место у верском животу српског православног становништва. Пале се у великом броју у црквама за живе чланове породице и покојнике, свецима на славама и заветинама, али и доминантно у оквиру култа мртвих, када се пале на одру покојника, подушјима и опелима. Умирућем се ставља упаљена свећа у руке да би му „био осветљен пут до онога света“. Свештеници их користе на литургијама током обреда, процесијама, литијама и опелима, приликом венчања и крштења, при освећењу кућа и пословних простора, свећењу водице.
Значајно место свеће су имале у прошлости до проналаска електричне енергије, у осветљавању јавних објеката, тргова, улица, домова. У новије време све више се користе и украсне свеће, које се пале на рођенданима, забавама, у ресторанима, спаваћим собама и другим местима и приликама ради стварања посебне атмосфере. Перманентна употреба свећа до наших дана имала је пресудан значај у очувању овог старог заната, који се у Нишу одржао до данашњих дана.

## Мумџијски занат као претеча воскарског заната у Нишу
По попису становништва Ниша из 1498. године помиње се један занатлија свећар који је свеће правио од лоја, а не воска. Хришћанско и муслиманско становништво је за сопствене потребе самостално израђивало свеће и лојанице у својим домовима, користећи животињски лој који је сагоревао испуштајући непоријатан мирис. Истраживачи који се баве овом проблематиком сматрају воскарски занат настављачем мумџијског заната - у оквиру кога занатлије од лоја праве свеће. На наше просторе мумџијски занат је дошао преко немачких воскара из „Прека“, јер су називи свих алата и предмета који се користе при изради свећа и технолошки процес — „тунковање“ немачки.

### Први писани трагови о воскарском занату у Нишу
Собзиром на то да су свеће употребљаване у верским православним обредима и обичајима током литургија, венчања, крштења, прославама крсних и других слава и светковина, као и у култу мртвих, а сигурно су коришћене и за осветљавање просторија и јавних објеката у Нишу, први архивски подаци о воскарском занату у овом граду, налазе се у средњем веку, у турским пописима становништва из 15. века. У њему је евидентирана и једна таква воскарница у Нишу која је радила све време отоманске владавине. Ова воскарница је једина имала право да од бројних произвођача меда откупљује пчелиње саће и восак, и израђује свеће различитих величина и намена и продаје их, док други дућани у граду тиме нису смели да се баве, јер је приход од нишке воскарнице до осамдесетих година 15. века припадао зеамету нишког заима, а након припајања Ниша смедеревском Санџаку, приход је ишао у хасу смедеревског санџакбега. Као посебан трошак нишка воскарница је имала и трошкове закупа, који је до 1516. године износио 400 аспри годишње, а од 1528. године 1.000 аспри. Приход од закупа ишао је у царски хас.
У нишким воскарницама, у централном делу варошице, прво су радили Турци, јер су се малобројни хришћани са периферије града углавном бавили баштованством, сточарством, земљорадњом и винограрством.
Све до ослобођења Ниша од Турака 1878. године нишке занатлије су пословале у складу са турском еснафском уредбом, а привилеговано муслиманско становништво је могло да бира лакше и профитабилније занате којима ће се бавити, тако да је овај занат у турско време био под државном контролом као стратегијски значајан, и не постоје сачувани подаци о алатима и технологији прераде воска и израде свећа у време Османлијског царства.
Сматра се да је у Србији, па и у Нишу по одласку Османлија, воскарски занат наставио традицију израде свећа од мумџијског заната, што говори да су нишки мајстори овај занат прихватили од немачких мајстора из Војводине, а не од Османлија који су се вековима бавили и имали монопол над овим занатом на простору данашње Србије. На то указује чињеница да већи број алата за прераду воска и производњу свећа на традиционалан начин има немачка имена, а не турска.

## Оснивање првих воскарских еснафа у Нишу након ослобођења од Османлија
У страху од ратних дејстава или нових власти, из града се након ослобођења одселила већина муслиманског становништва. Од предратних 18 и више хиљада, град остаје без 5 хиљада житеља, међу њима и турских воскара, које замењују воскари православног живља.
Међутим за разлику од турских воскара, са сигурношћу се може тврдити, да су нишки воскари а касније и воскари-лицидерери, на основу немачких назива алата, учили занат од немачких мајстора из Војводине или индиректно преко српских мајстора немачких ученика, а не од Турака.
Еснафско удруживање

У ослобођеном Нишу воскарски занат се еснафски уређује самостално или мешовито са сапунџијским занатом до краја 19. века, па су тако 1885. године, заједно са сапунџијама, воскари формирали воскарско-сапунџијски еснаф. У њему је 1900. године било 15 сапунџија и 2 воскара.
Имена ове двојице мајстора су: Михајло Кара Мијалковић, који се поред воскарског заната бавио сапунџијским и свећарским, и Петар Димитријевић, воскар сапунџија, чије су радње протоколисане код овдашњег суда 1897. године.
Еснафску славу славили су заједно, сви мушки чланови еснафа нишких воскара — лицидера и сапунѕија, у присуству свештеника, никако и жене, иако су многе помагале својим мужевима - мајсторима код израде и продаје производа, и као удовице саме настављале да обављају занат, у неком од нишких ресторана, кафана или хотела. До Првог светског рата слава је била Спасовдан. Након рата члнови еснафа су за свог патрона узели Светог Тодора, који се увек пада у прву суботу Ускршњег поста. Сваке године за славу, један од мајстора је припремао колач, жито, вино и свећу и носио изјутра у цркву на резање. Славило се током целог дана, а трошкове славља једнако су плаћали сви учесници. Тога дана радње овог еснафа нису отваране.
Тачан број воскарских радњи пре Првог светског рата није познат, а након рата их је било десет и то:
- Воскарско-сапунџијска (1),[10]
- Воскарска (1),
- Воскарско-лецидерска (2),
- Свећарска (1),
- Воскарско-свећарска (2),
- Воскарско-медичарска (2),
- Воскарско-свећарска и медичарска (1).[11]

У сачуваним књигама, и другим документима, за одређене календарске године између два светска рата, помиње се да је у Нишу био следећи број воскарско-лицидерско-сапунџијских радњи:
- 1926. осамнаест
- 1929. петнаест,
- 1931. шест.[12]

Према истраживањима Љиљане Тојаге Васић, а по казивању мајстора Ђуре Никодијевића Шојке, воскарско-сапунџијске радње у Нишу су углавном биле у данашњој Обреновићевој улици (Победина ул.) — девет радњи и у улицама у њеној близини: Душановој, Обилићевом Венцу, Синђелићевом тргу и Тргу краља Александра — десет.
Законом је било предвиђено да удовице могу да наставе са радом у занатској радњи, јер се сматрало да су оне дугогодишњим радом у потпуности овладале занатом. Иако им је закон био наклоњен, обичајна пракса није дозвољавала да присуствују слави.

## Оснивање воскарско-медичарско-лицидерских радњи
Од треће до шесте деценије 20. века воскари, поред свог посла, производе и лицидерске колаче и медењаке, као сезонски летњи посао и тако допуњавали своју зараду. У „старој” Србији то се десило када су ова два заната као обједињени пренети из Војводине. Лицидерски занат се као еснафски уређен, заједно са воскарским, у Нишу јавио релативно касно, тек у трећој деценији 20. века. Самостално није обављан, јер је сматран сезонским летњим занатом који није обезбеђивао потпуну егзистенцију. Био је допуна воскарском занату који је у Србији такође био сезонски, али зимски. Оба заната је обављао исти мајстор у својој мешовитој воскарско-медичарско-лицидерској радњи. Према историјским изворима у Нишу је 1927. године, на Обилићевом венцу број 5 регистрована прва воскарско-лицидерска радња мајстора Радомира Игњатовића, мада има сазнања да су воскари и пре протоколисања лицидерских радњи производили колаче. Убрзо потом и своју воскарско лицидерску радњу отвара Купчевић Божидар, на Тргу краља Александра број 11. Воскар-медичар Павловић-Васић Божидар 1935. године протоколише своју радњу у Обреновићевој улици број 110.

## Набавка воска и израда воскарских производа
Прве занатлије воскари у Нишу у средњем веку, почеле су да користе восок за израду свећа, чији је промет био под контролом Отоманска империја. Восак, се сматрао стратешким производом и користио се примарно за израду свећа, а оне за осветљавање станова, дућана, сакралних и јавних објеката и уличну расвету.
Да је восак био на цени у средњовековном Нишу говори податак из друге половине 15. века, када је ока воска вредела 12 аспри, колико је коштало једно лукно јечма (138—140 кг). У том раздобљу у нишкој околини се производио квалитетан восак који не само да је подмиривао потребе нишке воскарнице, већ су вишак откупљивали дубровачки трговци и извозили га, у време мира, уз државно одобрење.

И док данас нишки воскари восак купују од произвођача меда у погачама, а парафин и боје у трговинама, у прошлости су восак набављали од восковарџија, путујућих откупљивача - печалбара, најчешће Пироћанаца, који су током лета коњима обилазили села по Србији и од мештана, произвођача меда, откупљивали саће - воштину или восковарину из које је извађен мед, а пчеле побијене, или „помрле“ од глади и болести. 
Они су восковарину плаћали у натури шиваћим и плетећим иглама, огледалцима и другим ситним потребштинама које су коришћене на селу, а куповане у граду.
Восковарину су откупљивачи на коњима односили и претапали у местима која су имала бакарне казане и за то плаћали по сваком истопљеном казану. Претопљени восак је ливен у „сирце“ - погаче и продаван воскарима, а заслађена „фурда“ која остаје при топљењу је одлагана у каце и преливана водом. Када проври, продавали су је лицидерима воскарима-лицидерима и бакалима као медовину.

### Технолошки процес израде свећа
Процес израде свећа почињао је тако што се прво восак (сам или помешан са парафином) топи у казанима са ложиштем на чврсто гориво, на ватри умерене јачине, како би се спречило паљење смеше. Из казана отопљени восак занатлије захватају „шофном“, округлом лименом посудом са левкастим сиском и дужом дршком и пресипа у лимену кофу, из које се пуни тунк за „наливање“ фитиља на „рингу“, након цеђења кроз цедиљку. Процеђеним воском се потом пуни „тунк“ (лимени, узан, правоугли суд величине 60 х 65 х 17 см, и приближних димензија, за „туковање“ малих свећа, који су израђивали лимари по наруџбинии) „шешир“ (овална лимена посуда у виду шешира која стоји испод „ринга“).
Из „шофне“ се захвата растопљени восак и њиме преливају свеће на „рингу“, дрвеној округлој плочи пречника око 1 метра, са кукицама по ободу за вешање фитиља и прорезом на средини кроз који пролази четвртаста дрвена осовина са металним шиљком на дну, састављена од два или три наставка од једног метра. На њему су израђиване велике свеће.
Наливање свећа на рингу се понавља све док се не постигне жељена дебљина свећа. У „шешир“ се повремено долива врућ восак из казана, ради равномерног разливања и лепшег изгледа свећа. Током наливања горњи крај свеће постаје дебљи, те се ради уједначености дебљине она окрене и закачи за доњи крај.
Након тога следи сечење фитиља и „рољање“ помоћу „роље“ или ручно помоћу зејтина ради глаткоће и лепшег изгледа. Крајеви свећа се обрађују помоћу штурцпредле и туртпредле. После „тунковања“ свеће се ножем скидају са рамова, одсецају се фитиљи и пакују „на кило“ за продају.
Од једног килограма воска тунковањем се излије 50 или 100 малих свећа или, како мајстори кажу, „педесет у кило, сто у кило“. Велике свеће се израђују по тежини од 100, 150, 200, 250 и 300 грама. Свеће изнад једног килограма су израђиване само по наруџбини. Воскари су свеће спакаоване „на кило“ углавном продавали „на велико“.
Израда калупских свећа
Калупске свеће се израђују тако што се у калуп различитог облика улива растопљена маса воска или парафина. Након извесног времена, када се растопљена маса охлади, калуп се отвара и вади се свећа жељене форме, која се потом обрађује (шиљи и глача), фарба, црта и лакира. За бојење ових свећа се употребљавају се анилинске боје.

## Тренутно стање воскарског заната у Нишу
Данас, у Нишу и околини производњом свећа од воска и воска помешаног са парафином бави на десетине занатских радњи и фирми. Неке од њих су регистроване, а многе производе свеће „на црно” и продају их на велико уличним продавцима и препродавцима на Зеленој и другим пијацама и гробљу. На Новом нишком гробљу ради и неколико цвећара које продају и свеће, које набављају од свећара и преко трговачких радњи.
Највећа и најпознатија воскарско свећарска радња у Нишу је радња покојног Ђуре Никодијевића Шојке, која се налази на Обилићевом венцу. Ова занатска радња традиционално је производила свеће преко једног века, а занат се учио и преносио са колена на колено млађим члановима породице у породичном кругу.

## Занимљивост
О воскарском занату и дан данас се препричава анегдота из комунистичког периода у Нишу, непосредно после Другог светског рата: 
На састанку свих занатлија Ниша одржаног у вечерњим сатима, поједине занатлије - комунисти су тражили да се укине свећарски занат, и тиме онемогући народу да одлази у цркве и пали свеће. Баш у то време, случајно или намерно нечијом вољом, нестала је струја - светло у просторијама где се одржавао скуп, па су сви присутни углас по инерцији повикали: „Где сте свећари!” Тог момента су и „окорели” комунисти схватили да је овај занат ипак неопходан за свакодневни живот грађана и одустали од предлога за његово укидање.